# Iliheu Tatua

Zur Schau aufgestellte Köpfe von Rebellen in der Tranqueira Iliheu Tatua (1913)

Iliheu Tatua ist ein Hügel bei der osttimoresischen Stadt Manatuto, auf dem sich eine historische Befestigungsanlage befindet. Im Portugiesischen werden solche Anlagen als Tranqueira (deutsch Deckung, Verschanzung) bezeichnet.
Der Gipfel des Hügels liegt in der Aldeia Sau (Suco Sau). Sein Name leitet sich aus den Galoli-Wörtern „ili“ für „Dorf“, „heu“ für „neu“ und „tatua“ für „alt“ ab. Neben der Tranqueira Iliheu Tatua, liegen auf dem Gipfel noch die Überreste der Tranqueira Sau Huhun, deren Steine teilweise zum Bau der Pousada oder des Sitzes des Kolonialadministrators verwendet wurden. Auch von diesem Gebäude sind nur noch Ruinen erhalten. Zwischen den beiden Tranqueiras befinden sich die Schreine Gruta Ina Maria (Banda Maria) und Gruta de Santo António.
Die Tranqueira Iliheu Tatua befindet sich nordöstlich des Gipfels in der Aldeia Iun (Suco Ailili), gegenüber dem Marienschrein. Die ersten wissenschaftlichen Beschreibungen wurden 2010 von Sally Brockwell, Sandra Pannell, Sue O’Connor, Estefan Guterres und Guterres Karlilo durchgeführt. Guterres Karlilo, der in der Gegend lebt, erklärte, dass hier noch bis zur indonesischen Besatzungszeit (1975–1999) das Dorf Iliheu stand, das dann an das Nordufer des Nördlichen Laclós verlegt wurde. Heute findet sich noch ein Mauersockel an der Südseite, auf dem vermutlich zwei parallele mit Erde aufgeschüttete Steinreihen standen. Am Fuß des Hügels stand früher ein Steinaltar. Zu Zeiten der Rebellion von Manufahi wurden hier die Köpfe getöteter Rebellen ausgestellt. Früher konnte man hier noch Fragmente von menschlichen Schädeln finden, doch heute sind sie verschwunden.